# 2023年クレムリンドローン攻撃

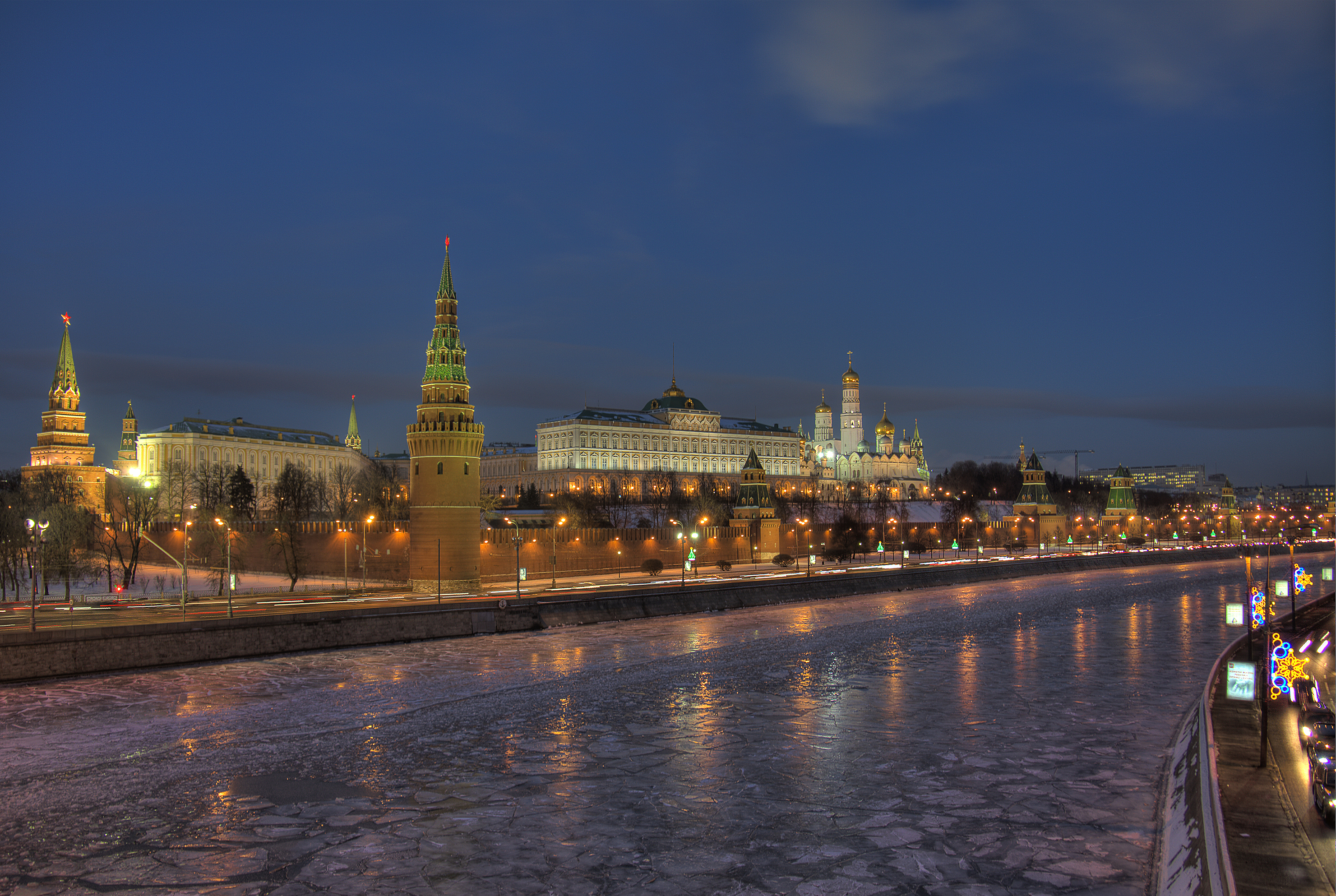
モスクワのクレムリン（2012年）

2023年クレムリンドローン攻撃（2023ねんクレムリンドローンこうげき）は、2023年5月3日未明、ウクライナへの侵攻を行なっているロシア連邦の首都モスクワにあるクレムリンを標的に、ドローン2機により行われたと主張されている攻撃である。2機のドローンが攻撃を試みる様子と、ロシアがこれを迎撃した様子を捉えた映像が公開された。クレムリンにはロシア大統領府があるが、攻撃当時、ウラジーミル・プーチン大統領はクレムリンには滞在しておらず、この攻撃による死傷者はいなかった。
ロシア政府は、ウクライナがこの攻撃を実行したと非難し、この攻撃を「テロ行為」であり「プーチン大統領を狙った暗殺未遂」であると呼んだ。ロシア政府は、適切と思われる時期と場所で報復措置を取ることを示唆した。
ウクライナのウォロディミル・ゼレンスキー大統領は、訪問中のフィンランドで「我々はプーチンやモスクワを攻撃していない。我々は自分たちの領土内で戦っている。我々は自分たちの村や都市を守っている」と述べた。ウクライナのミハイロ・ポドリャク大統領顧問は、ウクライナ政府はこの攻撃とされているものとは無関係であり、そのような行動は戦場でウクライナ政府になんの成果ももたらさず、ロシアがより急進的な行動を取るように仕向けるだけだとコメントした。ポドリャクはウクライナ政府が攻撃に関与しているという主張と、クリミアで破壊活動を行うウクライナ軍の工作員であると主張される人々がロシアによって逮捕されたことは、ロシアが近日中にウクライナに対する大規模な「テロ」攻撃を行う準備を行っていること示している可能性があると述べた。

## 事件

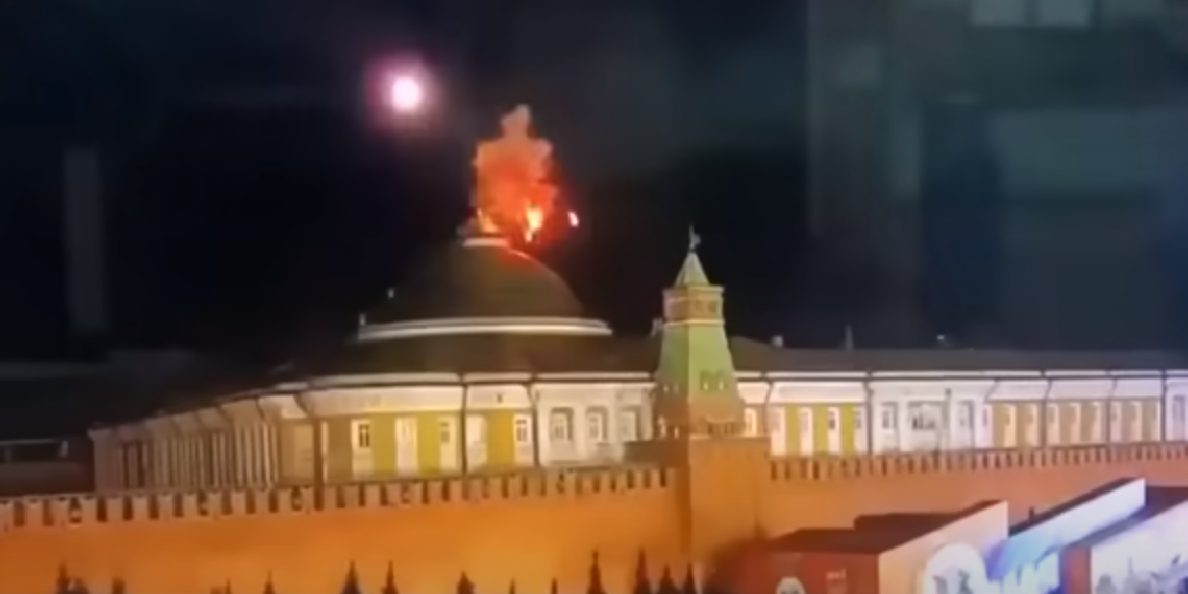
元老院宮殿ドームの頂上で発生した小さな爆発

ロシア大統領府の発表やロイター通信によると、ドローンの飛来時刻は1機目が午前2時27分、2機目は同43分だった。ソーシャルメディアに投稿された未検証の映像には、クレムリンの大統領官邸（元老院宮殿）ドームの頂上にある旗竿の近くで小さな爆発が発生する前に、物体がクレムリンに向かって飛んでいく様子が映されていた。この映像では、身元不明の2人がドームを登っている様子が捉えられていた。別の映像では、元老院宮殿の近くで煙が立ち上る様子が映っていた。
ロシア当局は2機のドローンは電子レーダーによって迎撃されたと主張した。

## 反応

### ロシア
5月3日、モスクワ市長のセルゲイ・ソビャーニンはモスクワ上空にドローン飛行禁止空域を設けると発表した。ロシア紙『ベドモスチ』などによると、ドローンの飛行を禁止したロシアの州・地方は5月4日までに40以上に達した。
ロシア連邦議会国家院のヴャチェスラフ・ヴォロージン議長は、この攻撃の疑いをロシアに対する「テロ攻撃」と呼び、キーウを首都とするウクライナ政府をアルカーイダやISILなどのテロ組織と比較して「ナチ・キエフ政権はテロ組織として認定されなければならない」と述べた。ヴォロージンは「キエフのテロ政権を停止し、破壊することのできる兵器」の使用を要求した。
ロシアの国家院議員のミハイル・シェレメトは、ウクライナのゼレンスキー大統領に対する報復攻撃を呼びかけた。
ロシアの民間軍事会社ワグネル・グループの創設・指導者であるエフゲニー・プリゴジンは、核兵器の使用に対して警告し、「我々は子供のドローンに対して核兵器を使用すると脅迫する道化師のように見える」と述べた。
ロシアのドミトリー・ペスコフ大統領報道官は、プーチン大統領の殺害を目的としたクレムリンへのドローン攻撃にはアメリカ合衆国が関与していると主張し、「我々はこのような行動やテロ攻撃に関する決定は、キーウではなく（アメリカ合衆国首都の）ワシントンで行われることをよく知っている」と述べた。ロシア政府のプロパガンディストのウラジーミル・ソロビエフは、この攻撃をアメリカ同時多発テロ事件と比較した。
安全保障会議副議長で前大統領のドミートリー・メドヴェージェフは「今日のテロ攻撃の後、ゼレンスキーと彼の陰謀団を物理的に排除する以外に残された選択肢はない」とした。国家院議員のアンドレイ・グルリョフは「我々はこのテロリスト国家の全ての指導者が物理的な排除の対象となることを公式に宣言する必要がある」と述べた 。

### ウクライナ
ウクライナのミハイロ・ポドリャク大統領顧問は、ロシア政府がこの攻撃を口実として、今後数日間でウクライナの都市やインフラ施設への更に多くの攻撃を正当化することに懸念を表明した。2023年5月3日、ロシアによるウクライナのヘルソン州に対する攻撃により21人が殺害された。

### その他の国

#### アメリカ
アメリカ合衆国国務長官のアントニー・ブリンケンは記者会見で「私はクレムリンから出てくるものは何でも大きな疑いを持って受け止めるだろう」と述べた。アメリカ合衆国の当局者は、モスクワに到達するには長距離を移動しなければならないので、ウクライナに送られたドローンが攻撃に使用された可能性について懐疑的であった。ホワイトハウス報道官のカリーヌ・ジャン＝ピエールは「アメリカはウクライナが国境を超えて攻撃することを推奨したり許可したりはしていない」と述べた。
シンクタンクの戦争研究所は、ドローンがモスクワの防空網を突破することは難しく、第二次世界大戦におけるナチス・ドイツに対する戦勝記念日 (5月9日)を前に国民の士気高揚と動員につなげるための「自作自演」である可能性が高いという分析を3日に公表した。

#### イギリス
セント・アンドルーズ大学のフィリップス・オブライエン教授（戦略研究）は「プーチンは元老院宮殿の屋根で眠ることはないし、恐らくクレムリンで眠ることもないので、これは確実に彼を暗殺する試みではなかった」と述べた。王立国際問題研究所でロシア・ユーラシアプログラムのディレクターを務めるジェームズ・ニクシーは「最も高い2つの可能性」として、「キーウによる威嚇射撃」または「ウクライナでのより激しい攻撃またはより多くの徴兵を正当化するために計画されたモスクワによる偽旗作戦」を挙げた。